# إيغور بوروبيتش
إيغور بوروبيتش (من مواليد 21 أبريل 1993) هو لاعب كرة الماء في الجبل الأسود.